# ビル・ゴッドバウト
ビル・ゴッドバウト（Bill Godbout、1939年10月2日 - 2018年11月8日）は、アメリカ合衆国の起業家である。1970年代から1980年代にかけてシリコンバレーでコンピュータ機器、部品、電子キットなどを製造・販売した。
彼と彼の会社であるゴッドバウト・エレクトロニクス（後にコンピュプロ(CompuPro)、Viasynに改称）は、初期のパーソナルコンピュータの市場に大きな影響力を持っていた。
彼は、シリコンバレーの先駆者について書いたDavid A. Kaplanの著書『The Silicon Boys』（1999年）で紹介されている。

## 若年期
彼はロードアイランド州プロビデンスで1939年10月2日に生まれた。

## 経歴
大学を卒業してすぐにIBMに就職したが、マイクロプロセッサIntel 8080の使用法を追求したくて退職した。1970年代、サンフランシスコ・ベイエリアでゴッドバウト・エレクトロニクスを設立した。当初の作業場所はオークランド国際空港内のクォンセット・ハット（トタン製のかまぼこ型の小屋）だった。『ニューヨーク・タイムズ』紙は、この店を「人気のある電子機器店」と呼んだ。
Vintage Computer Federationによると、彼は「1970年代から1980年代にかけてゴッドバウト・エレクトロニクスとコンピュプロ(CompuPro)で働いたことで、S-100コミュニティの伝説となった」という。
彼は主に軍のサプライヤーから廃棄された電子機器を大量に購入し、販売した。ゴッドバウトはチップやメモリボード等の商品を、郵送するか顧客の元に赴いて直接手渡しで引き渡していた。
社名をコンピュプロ(CompuPro)に変更した後、ジョージ・モローからの要請を受けて、Altair 8800互換（S-100バス、IEEE-696）のバスカードを製造した。ゴッドバウトが製造したS-100バスカードは、「Altair 8800や自作マシンのような初期のシステムのバックボーンを形成し、技術者がプロセッサやメモリを周辺機器とインターフェイスさせ、有用なマイクロコンピュータを構築することを可能にした」。
1980年代、ゴッドバウトはコンピュータネットワークに注力し、社名をViasynに改称して、カリフォルニア州ヘイワードに移転した。彼はこの事業の会長を務めていた。Viasyn は、「医療機関のオフィス、初期の電子音楽シーン、さらにはエレベーター制御システムのようなニッチな分野向けのカスタムコンピューティング機器」に焦点を当てていた。

## 私生活と死去
晩年には、妻のカレンとともにカリフォルニア州コンコーに住んでいた。夫婦には娘のブランディがいた。ゴッドバウトは飛行機操縦が趣味で、友人のゲイリー・キルドールとよく飛行機を飛ばしていた。
2018年11月8日、カリフォルニア州史上最大の山火事・キャンプファイヤーによってコンコーの自宅と工房が全焼し、中にいたゴッドバウトが死亡した。妻と娘は生き残った。